# Lenguas del Morehead y del alto Maro
Las lenguas del río Morehead y del alto Maro o lenguas yam son una familia lingüística de lenguas papúes. Incluye a muchas lenguas de la cuenca occidental del río Fly en el sureste de Papúa Nueva Guinea y de Papúa indonesia, cerca de los ríos Morehead y Maro. Ross (2005) tentativamente incluye a esta familia en las lenguas trans-Fly-Bulaka.

## Clasificación
Las lenguas yam incluyen una veintena de lenguas usualmente clasificadas como sigue:

|  | Kanum (falta de inteligibilidad en algunas variedades) |
|  | |
|  | Yey |
|  | |
|  | \| \| Nambu (grupo dialectal) \| \| \| \| \| \| Tonda (cadena dialectal): Arammba, Blafe, Guntai, Kánchá (Kunja, Peremka), Rema, Wára (Rouku) \| \| \| \| |
|  | |
|  | Nambu (grupo dialectal) |
|  | |
|  | Tonda (cadena dialectal): Arammba, Blafe, Guntai, Kánchá (Kunja, Peremka), Rema, Wára (Rouku)                                                             |
|  | |

|  | Nambu (grupo dialectal)                                                                       |
|  |                                                                                               |
|  | Tonda (cadena dialectal): Arammba, Blafe, Guntai, Kánchá (Kunja, Peremka), Rema, Wára (Rouku) |
|  |                                                                                               |

## Descripción lingüística

### Pronombres
Los pronombres que Ross reconstruye para estas lenguas es:
Proto–Morehead – Alto Maro
| yo/nosotros | *ni |
| tú/vosotros | *bu |
| él/ellos    | *be |

## Comparación léxica

### Numerales
Los numerales en diferentes lenguas del Morehead y el Alto Maro son:
| GLOSA | Yei                    | Kanum    | Kanum   | Kanum   | Tonda   | Tonda    | Tonda          | Nambu       | Nambu         | PROTO- MOREHEAD- -ALTO MARO |
| GLOSA | Yei                    | Nglâlmpw | Smärky  | Sota    | Arammba | Blafe    | Wára           | Nambo       | Nen           | PROTO- MOREHEAD- -ALTO MARO |
| ----- | ---------------------- | -------- | ------- | ------- | ------- | -------- | -------------- | ----------- | ------------- | --------------------------- |
| '1'   | nampe                  | næmpər   | 'ɛmpi   | æmpi    | ŋámbi   | 'ŋæmbi   | næmbɪ          | eembru      | ambás         | *'(n)ampe                   |
| '2'   | jətapai                | jɛmpoka  | 'jʌɭmpə | jənampɛ | jànbaru | jɛ'lɛmbæ | æntæ           | somboi      | sombés        | *je-mpo-                    |
| '3'   | namku                  | juaw     | 'jəlɑʔ  | jɛluɒ   | jenówe  | 'jɛlo    | æðɐ            | naambi      | nambis        | *je-nampe                   |
| '4'   | 2+2                    | ɛsɛr     | 'ɑ̃sʌr   | æsɛr    | asàr    | 'æser    | ɐsər           | 2+2         | 2+2           | *æser / *2+2                |
| '5'   | 2+2+1                  | tampul   | 'tʌmpuj | pɒplu   | tambnoj | 't̪ambloi̯ | t̪ambuðuɪ       | widmátandás | widmátandás   | *'tampuloi                  |
| '6'   | nampe tiru nampe 1x5+1 | tɒrɒwɒ   | 'trowo  | mæwɛ    | nimbo   | 't̪rau̯ə   | t̪ambuðuɪ nımbɔ | ambás pus   | ambás pus 1x6 | *tɑ'rɑwɑ                    |
| '7'   |                        |          |         |         |         |          |                |             | 1x6+1         |                             |
| '8'   |                        |          |         |         |         |          |                |             | 1x6+2         |                             |
| '9'   |                        |          |         |         |         |          |                |             | 1x6+3         |                             |
| '10'  | jətapai tiru 2x5       |          |         |         |         |          |                |             | 1x6+2+2       |                             |

Para contar ciertos objetos varias de estas lenguas usan un sistema de cuenta en base 36 a partir del 6. Así en arammba existen nombres especiales para feté 36 (= 62), tarumba 216 (= 63), ndamno 1296 (= 64), wermeke 7776 (= 65), wi 46646 (= 66). También el resto de lenguas muestran términos especiales formados a partir de la raíz para '6'.

### Animales
Algunos nombres de tortugas:
| Espécie                   | Arammba (Serki) | Neme (Keru)      | Nama Wat (Daraia) | Nama Was (Mibini)   | Guntai (Wando) | Blafe (Wereave)        | Rema (Metafa)    | Suki (Suki, Puka-duka) |
| ------------------------- | --------------- | ---------------- | ----------------- | ------------------- | -------------- | ---------------------- | ---------------- | ---------------------- |
| Elseya branderhorsti      | M’bay           | Fisor            | Fisor Fifi        | Rawk Rawk Sutafnarr | Chelba         | Nthelon                | Forr             | Medepka                |
| Elseya novaeguineae       |                 | Fisor            |                   |                     |                |                        |                  |                        |
| Emydura subglobosa        | Maro Kani       | Ngani Fisor      | Mani Fisor        | Mare Sutafnarr      | Mare Chelba    | Ntharase; Mari Nthelon | Mari Forr        | Tegma; i Anki Kan      |
| Chelodina parkeri         | Kunkakta        |                  |                   |                     |                |                        |                  | Kunkakta               |
| Chelodina rugosa          |                 | Tomba Kofe Fisor | Mbuirr            | Weya Sutafnarr      | Mbroyer        | Fisuwar                | Tanfer Marr Forr |                        |
| Chelodina novaeguineae    | Fasar Kani      |                  | Mboro arr         | Mbro arr            |                |                        |                  | Magipinini             |
| Carettochelys insculpta   | Budu Susa       |                  | Garr              |                     |                |                        |                  | Budu Susa              |
| Pelochelys bibroni        | Sokrere         |                  |                   |                     |                |                        |                  | Kiye Eise              |
| Emydura sp. aff. worrelli |                 |                  |                   |                     |                |                        |                  | Riskap Kani            |

Todas las especies son consumidas por los humanos, excepto Chelodina novaeguineae, que se evita debido a su olor penetrante. Carettochelys insculpta y Elseya branderhorsti son apreciadas por su gran tamaño, y E. branderhorsti es valorada por su plastrón.